# Venusfigurinerna från Balzi Rossi

Venusfigurinerna från Balzi Rossi är ett antal venusfiguriner som upptäckts i Italien.

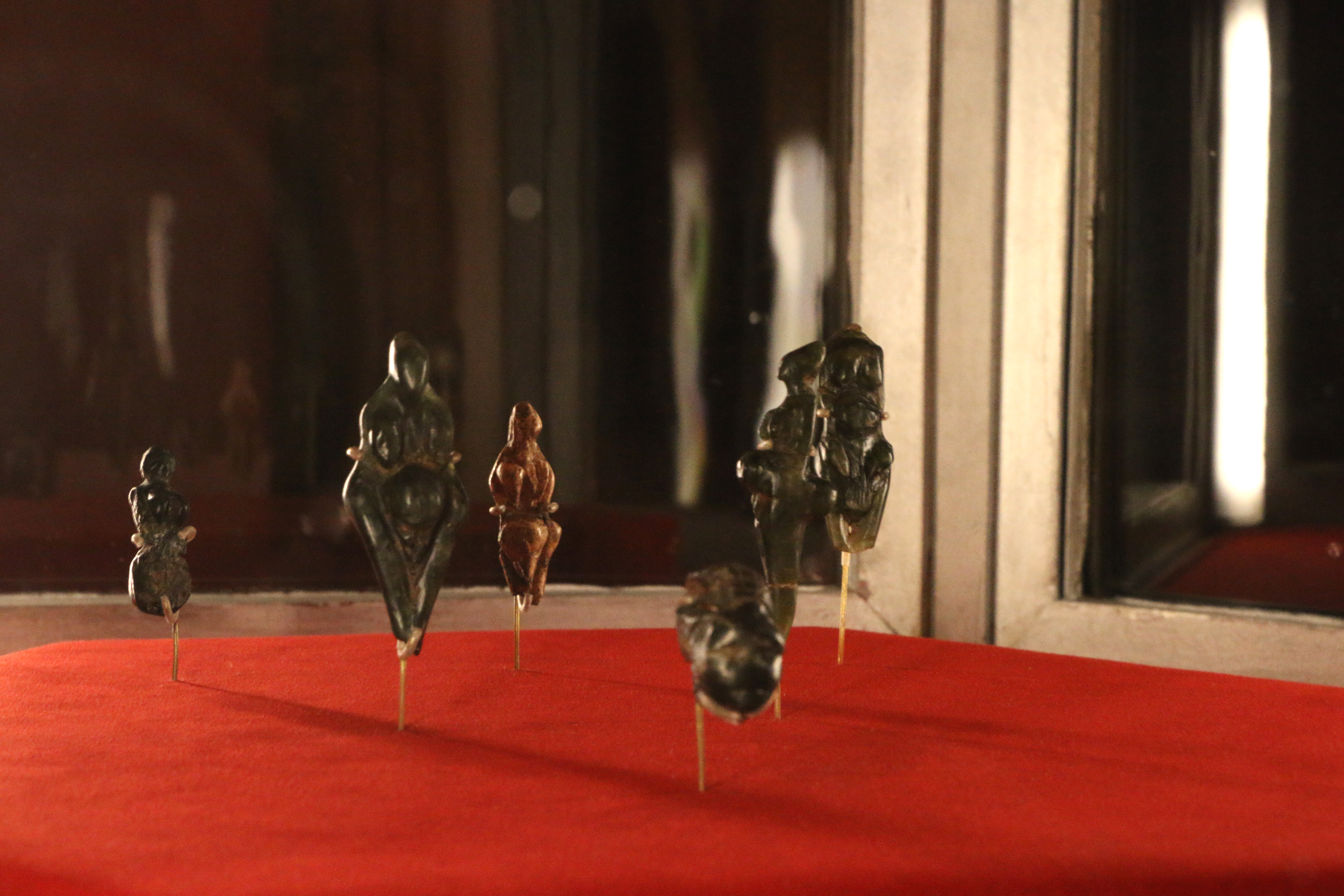
Några av Venusfigurerna

Den franske amatörarkeologen Louis Alexandre Jullien upptäckte mellan 1883 och 1895 vid utgrävningar omkring 15 venusfiguriner i Balzi Rossigrottorna i Ventimiglia, Ligurien i Italien, det största fyndet i sitt slag i Västeuropa. Balzi Rossi ligger vid kusten till Medelhavet nära gränsen till Frankrike. I grottor i kustklipporna finns rika fyndplatser från förhistorisk tid. Grottorna beboddes först av neanderthalare för mer än 35 000 år sedan under mellanpaleolitikum och senare också under senpaleolitikum under såväl aurignacienkulturen och gravettienkulturen som epigravettienkulturen. De venusfiguriner som Jullien hittade är från gravettienkulturen och bedöms vara omkring 25 000 år gamla. I området har även den så kallade Venus från Grimaldi hittats. 

## Venusfiguriner från Balzi Rossi i urval
- Kvinnan i ockra. Statyetten är från gravettienkulturen och är snidad ur ben eller elfenben. Den är ungefär 7,5 centimeter hög och har en yta täckt med färg.
- Nunnan. Statyetten är oval till formen och bär en kåpa över kroppen. Den är snidad av mörkgrön klorit och är 4,4 centimeter hög.
- Kvinnan utan armar.  Statyetten är snidad i elfenben, troligen mammutelfenben. Den är 6,8 centimeter hög.
- Kvinnan med två huvuden. Statyetten är den minsta av de figuriner som Jullien upptäckte i Balzi Rossi och också en av de minsta venusfigurinerna från gravettienkulturen i Västeuropa. Den är gjord i gulgrön serpentin och polerad. Den är 2,75 centimeter hög.
- Paret. Figurinen avbildar två kroppar, rygg i rygg med varandra. Den är polerad och snidad i gulgrön serpentin. Den är 4,7 centimeter hög.

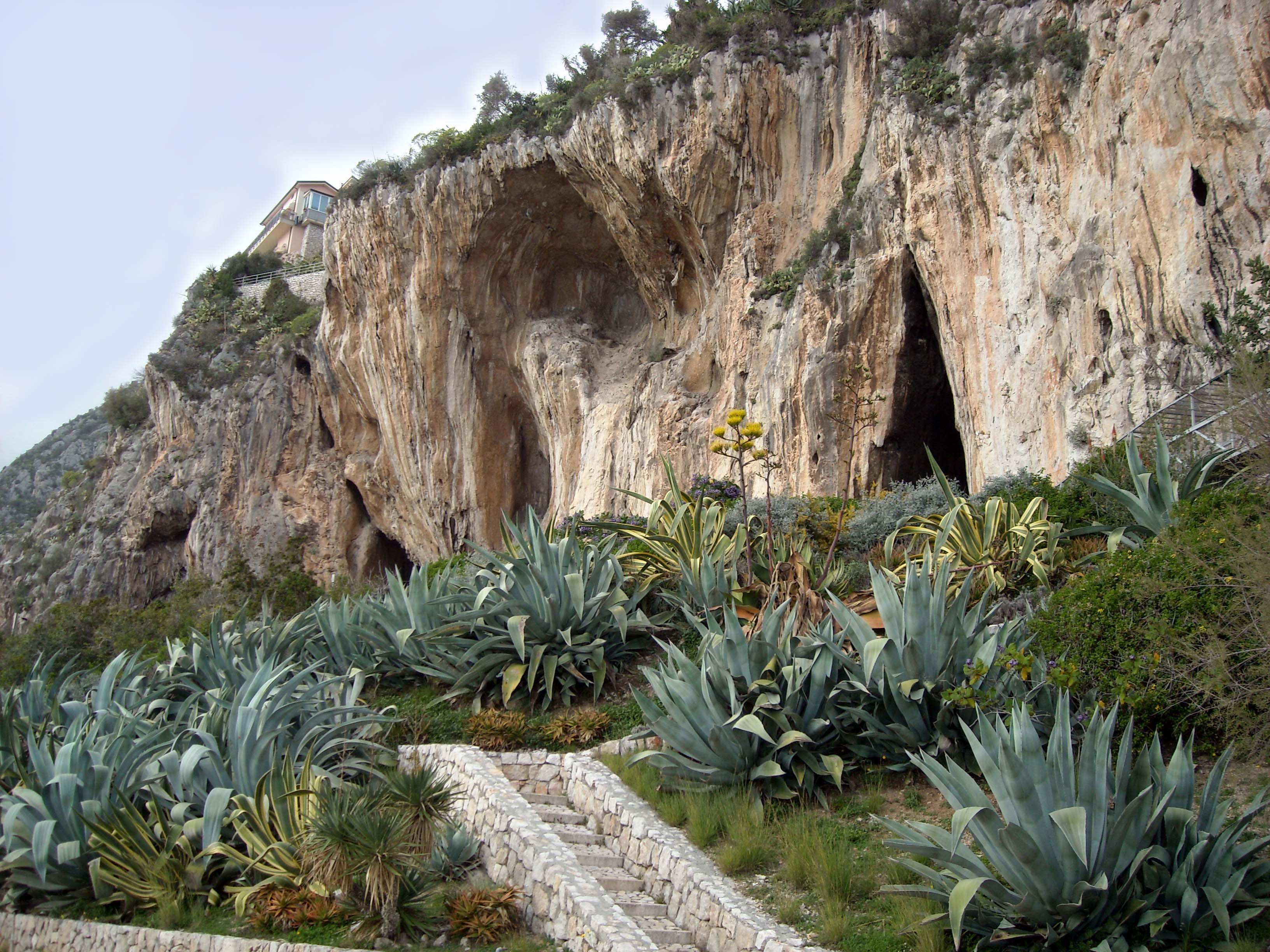
Balzi Rossigrottorna

Ett antal av venusfigurinerna från Julliens samling finns idag på Musée d'archéologie nationale i Paris, andra är spridda på andra museer och finns hos ättlingar till Jullien.